# LIM-49 Nike Zeus
Il Western Electric/McDonnell Douglas LIM-49 Nike Zeus era un missile anti-balistico di fabbricazione statunitense sviluppato a partire dall'inizio degli anni sessanta.
Il Nike Zeus derivava dal MIM-14 Nike Hercules, a sua volta evoluzione del MIM-3 Nike Ajax. A partire dal 1955, l'U.S. Army richiese un missile per intercettare i missili balistici intercontinentali (ICBM). Il progetto inizialmente venne chiamato Improved Nike Hercules, e solo in seguito Nike Zeus, sviluppato in una prima versione A, seguita da una B.
Lo Zeus A, con un nuovo booster a propellente solido potenziato rispetto all'Hercules, era capace di una spinta di 1,78 MN. Fu lanciato per la prima volta nell'agosto 1959 e raggiunse una velocità massima di 12 875 km/h. La versione A ebbe una breve vita e dopo sei lanci con cinque successi, lasciò il posto alla B. La versione A, infatti, aveva un raggio d'azione limitato a 200 miglia, in base alla suddivisione tra sistemi d'arma tra le forze armate statunitensi stabilita dal Segretario alla Difesa Wilson nel novembre 1956. Con questo limite, il missile venne progettato per non uscire dall'atmosfera e per intercettare le testate in arrivo a quote più basse, grazie anche alla testata nucleare da 20 KT. Dodici mesi dopo il lancio dello Sputnik 1 nel 1957, la limitazione venne abolita e venne quindi avviato lo sviluppo della versione B.
Il Nike Zeus B era un missile abbastanza diverso e molto più potente dell'A, con il quale manteneva in comune solo il booster. Diventato un missile a tre stadi, venne progettato per operare fuori dall'atmosfera ed ebbe una evoluzione come missile antisatellite. Con gli Zeus furono condotte prove che portarono all'intercettazione di una dozzina di testate di missili nello spazio. Nel 1963, una versione modificata di Nike Zeus intercettò un satellite in orbita. Dal giugno 1963 fino al maggio 1966, un Nike Zeus B con una testata nucleare fu sempre pronto al lancio dal poligono di Kwajalein nell'evenienza di dover intercettare un satellite sovietico.
Del sistema faceva parte anche lo Zeus Acquisition Radar (ZAR), significativamente più potente del sistema di guida HIPAR del Nike Hercules. Disegnato a forma di piramide, il sistema di guida ZAR era dotato di una antenna a lente di Lüneburg dal peso di circa 1 000 tonnellate.
La prima intercettazione riuscita di un missile ICBM da parte di uno Zeus si ebbe nel 1962, presso Kwajalein nelle Isole Marshall. Malgrado le innovazioni tecnologiche introdotte, il Department of Defense chiuse il programma dello Zeus nel 1963. Il sistema, il cui costo era stimato in 15 miliardi di dollari, era afflitto da alcuni problemi tecnici la cui soluzione non fu considerata economicamente conveniente.
L'esercito statunitense, continuò comunque a sviluppare un sistema missilistico anti-ICBM chiamandolo "Nike-X", largamente basato sulle tecnologie messe a punto con lo Zeus. Il Nike-X aveva radar con antenne a schiera di fase, computer più avanzati e strutture esterne del missile in grado di sopportare temperature tre volte superiori a quelle dello Zeus. Nel settembre 1967, il Dipartimento della Difesa annunciò lo sviluppo del LIM-49A Spartan, i cui componenti principali erano derivati dal Nike-X.
Nel marzo 1969, l'esercito rese operativo il programma Safeguard anti missili balistici (ABM) che doveva difendere i siti di lancio dei missili ICBM LGM-30 Minuteman. Anche questo sistema era basato sul Nike-X.